# Soliród

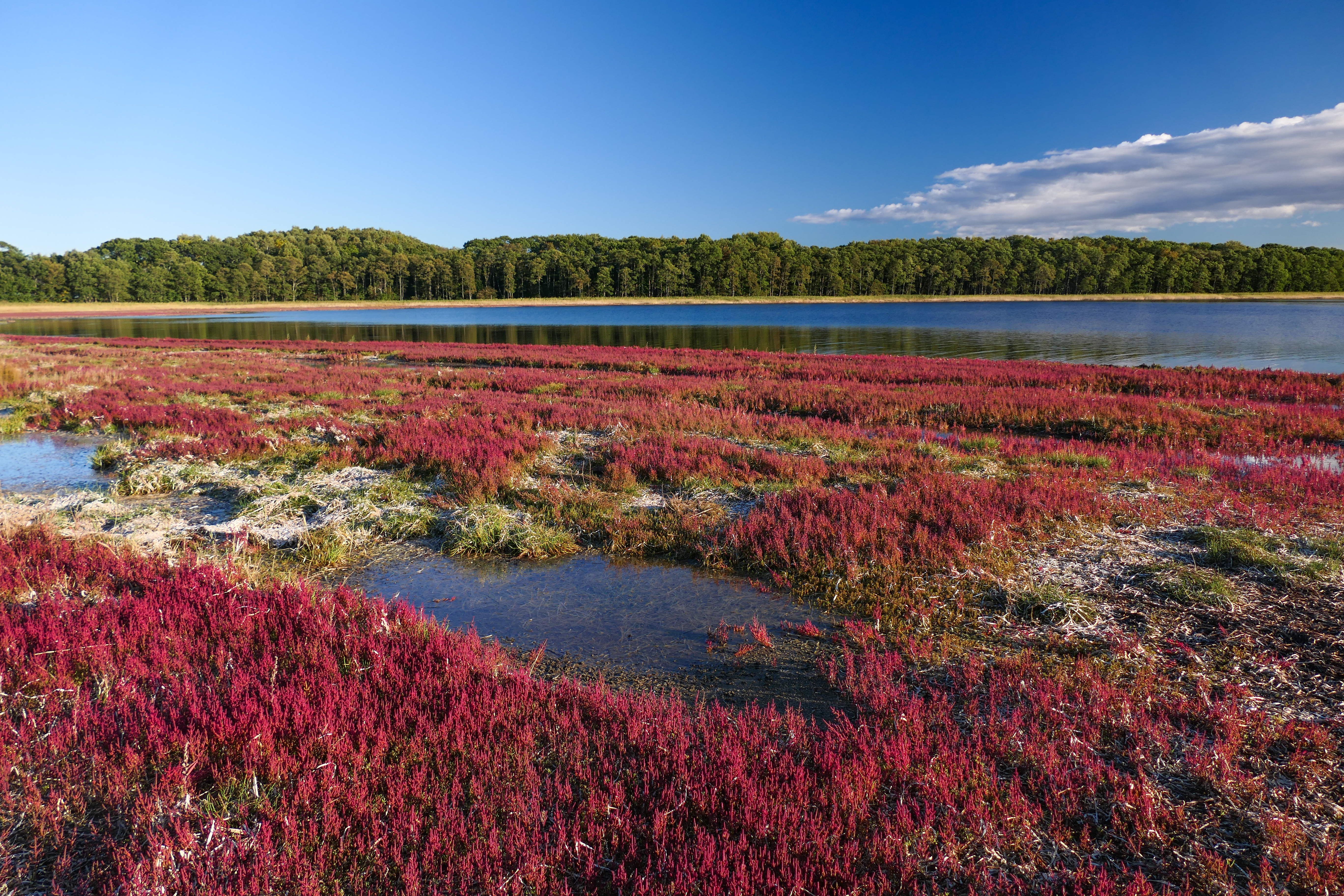
Licznie rosnący soliród zielny nad jeziorem Saroma w Japonii

Soliród (Salicornia L.) – rodzaj roślin zaliczany w zależności od ujęcia systematycznego do rodziny komosowatych lub szarłatowatych. Wyróżnianych jest w jego obrębie ok. 50 gatunków. Występują one na wszystkich kontynentach (z wyjątkiem Antarktydy), głównie wzdłuż wybrzeży oraz na śródlądowych solniskach. W Polsce rośnie na pojedynczych stanowiskach jeden gatunek – soliród zielny S. europaea.
Są to rośliny słonolubne o gruboszowatej budowie. Mięsiste pędy tych roślin są spożywane jako warzywo, też marynowane. Bogate w oleje roślinne nasiona wskazywane są jako potencjalne źródło do ich pozyskiwania. Po spaleniu rośliny wykorzystywane są do produkcji szkła.

## Morfologia

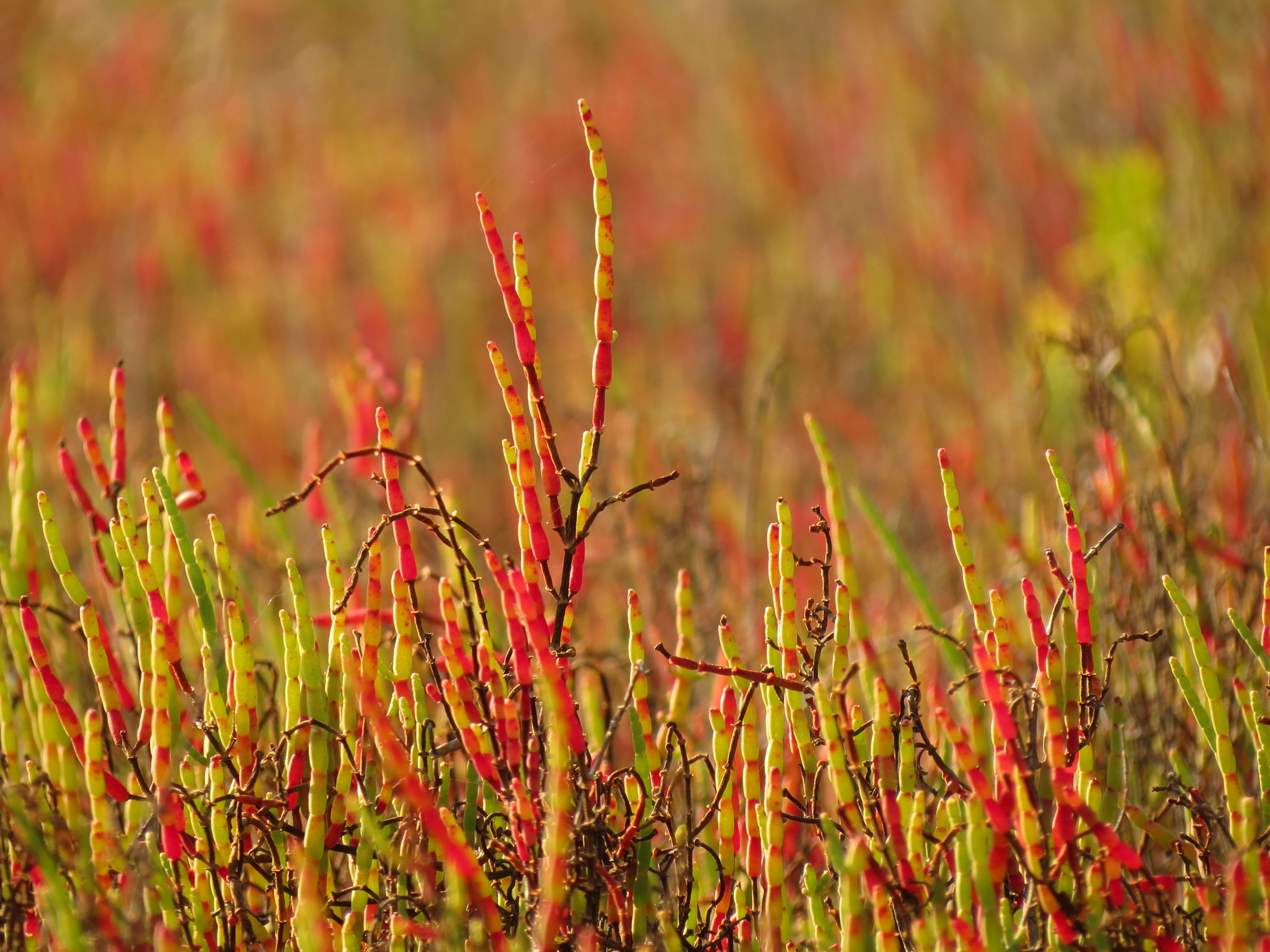
Salicornia bigelovii

PokrójNagie, mięsiste rośliny zielne (w szerokim ujęciu też niskie krzewy). Pędy są płożące, podnoszące się lub prosto wzniesione, członowane, nierozgałęzione lub rozgałęziające się, z rozgałęzieniami naprzeciwległymi.
LiścieNaprzeciwległe. Blaszki zredukowane do całobrzegich łusek, natomiast zbiegające nasady są mięsiste i obejmują łodygę.
KwiatyZebrane w kwiatostany kłosokształtne na szczytach pędów. W każdym węźle kwiatostanu naprzeciwlegle wyrastają trójkwiatowe wierzchotki (kłębiki), w których dwa boczne kwiaty ułożone są pod kwiatem centralnym. Kwiaty zwykle są obupłciowe i promieniste. Listki okwiatu są zwykle trzy, z wolnymi tylko końcami. Pręcik jest jeden lub są dwa. Zalążnia jest górna, jajowata, zwykle z dwoma krótkimi, szydlastymi szyjkami słupka zakończonymi znamionami.
OwoceJednonasienny, z błoniastą owocnią. Nasiono elipsoidalne, z łupiną żółtawą do brązowej, cienką, owłosioną.

## Systematyka
Pozycja systematyczna
Rodzaj z plemienia Salicornieae z podrodziny Salicornioideae tradycyjnie wyróżnianej w obrębie rodziny komosowatych Chenopodiaceae, ale w systemach APG włączanej do szarłatowatych Amaranthaceae.
W zależności od ujęcia są tu włączane lub wyłączane gatunki z rodzajów Arthrocnemum i Sarcocornia.
Wykaz gatunków
- Salicornia alpini Lag.
- Salicornia ambigua Michx.
- Salicornia andina Phil.
- Salicornia bigelovii Torr.
- Salicornia blackiana Ulbr.
- Salicornia brachiata Roxb.
- Salicornia capensis (Moss) Piirainen & G.Kadereit
- Salicornia crassispica G.L.Chu
- Salicornia cuscoensis Gutte & G.K.Müll. ex Freitag, M.Á.Alonso & M.B.Crespo
- Salicornia decumbens (Toelken) Piirainen & G.Kadereit
- Salicornia decussata (S.Steffen, Mucina & G.Kadereit) Piirainen & G.Kadereit
- Salicornia disarticulata Moss
- Salicornia dunensis (Moss ex Adamson) Piirainen & G.Kadereit
- Salicornia erectispica G.L.Chu
- Salicornia europaea L. – soliród zielny
- Salicornia fruticosa (L.) L. – soliród krzaczasty
- Salicornia globosa (Paul G.Wilson) Piirainen & G.Kadereit
- Salicornia helmutii Piirainen & G.Kadereit
- Salicornia hispanica (Fuente, Rufo & Sánchez Mata) Piirainen & G.Kadereit
- Salicornia iranica Akhani
- Salicornia lagascae (Fuente, Rufo & Sánchez Mata) Piirainen & G.Kadereit
- Salicornia littorea (Moss) Piirainen & G.Kadereit
- Salicornia magellanica Phil.
- Salicornia maritima S.L.Wolff & Jefferies
- Salicornia × marshallii (Lambinon & Vanderp.) Stace
- Salicornia meyeriana Moss
- Salicornia mossambicensis (Brenan) Piirainen & G.Kadereit
- Salicornia mossiana (Toelken) Piirainen & G.Kadereit
- Salicornia natalensis Bunge ex Ung.-Sternb.
- Salicornia neei Lag.
- Salicornia nitens P.W.Ball & Tutin
- Salicornia obclavata (Yaprak) Piirainen & G.Kadereit
- Salicornia obscura P.W.Ball & Tutin
- Salicornia pachystachya Bunge ex Ung.-Sternb.
- Salicornia pacifica Standl.
- Salicornia perennans Willd.
- Salicornia perennis Mill.
- Salicornia perrieri A.Chev.
- Salicornia persica Akhani
- Salicornia perspolitana Akhani
- Salicornia praecox A.Chev.
- Salicornia procumbens Sm.
- Salicornia pruinosa (Fuente, Rufo & Sánchez Mata) Piirainen & G.Kadereit
- Salicornia pulvinata R.E.Fr.
- Salicornia quinqueflora Bunge ex Ung.-Sternb.
- Salicornia rubra A.Nelson
- Salicornia senegalensis A.Chev.
- Salicornia × tashkensis Akhani
- Salicornia tegetaria (S.Steffen, Mucina & G.Kadereit) Piirainen & G.Kadereit
- Salicornia terminalis (Toelken) Piirainen & G.Kadereit
- Salicornia turanica Chatren. & Akhani
- Salicornia uniflora Toelken
- Salicornia utahensis Tidestr.
- Salicornia virginica L.
- Salicornia xerophila (Toelken) Piirainen & G.Kadereit